# Thrakomakedónes
Thrakomakedónes (en grec moderne : Θρακομακεδόνες) est une localité du dème d'Acharnés en Attique, Grèce. Il s'agit d'un élégant quartier résidentiel de la banlieue nord de l'Attique, situé près des contreforts du Parnès. 
Selon le recensement de 2021, la population de la localité s'élève à 7 312 habitants.